# Melanom-Antigen A3
MAGE-A3 (englisch melanoma antigen A3) ist ein humanes Tumorantigen aus der Gruppe der Tumor-Hoden-Antigene.

## Eigenschaften
MAGE-A3 hat eine Länge von 314 Aminosäuren und eine Masse von 34.807 Da. Es kommt als Tumorantigen nicht in gesunden Zellen vor  (außer in immunprivilegierten Spermatozyten), wird aber oftmals in verschiedenen Tumoren exprimiert, z. B. Melanomen, Hirntumoren, Brustkrebs, nichtkleinzelligen Lungentumoren, Ovarialkarzinomen. Es ist daher ein Zielantigen bei der Entwicklung von Krebsimpfstoffen und Krebsimmuntherapien mit adoptivem Zelltransfer.